# Радожда
Радожда (на македонска литературна норма: Радожда) е село в Северна Македония, в община Струга.

## География
Селото е разположено на брега на Охридското езеро, в подножието на най-южните склонове на планината Ябланица. Радожда е най-югозападното селище на страната и е на 10 километра южно от Струга и на два километра от границата с Албания. При Радожда е граничният контролно-пропускателен пункт Кяфасан. Първото село на юг е албанското Лин.

## История

### Етимология
Според Афанасий Селишчев, Йордан Заимов и Иван Дуриданов първоначалната форма на името е Радохожда и така името е притежателно прилагателно със суфикс -jā (според вьсь, „село“) от изчезналото лично име *Радоходъ, като и двата елемента на този композитум Рад- и ход- са познати в славянската антропонимия.

### Античност
Край селото е разкрит участък от римския път Виа Егнация. 

### Средновековие
Селото се споменава в грамота на Стефан Душан от 1342 - 1345 година под името Радобужда.

### В Османската империя
В Обширния описен дефтер на Охридския санджак от 1583 година се появява под името Радохожда. 
В XIX век Радожда е българско село в Стружка нахия на Охридска каза на Османската империя, последното българско село, ако не се брои смесеното Лин на западния бряг на езерото. Охридчанинът Петър Карчев пише:
| „ | От с. Лин нататък, по посока на Пограец и Старово, почваше един враждебен пояс срещу славянобългарския елемент, който застрашаваше не само спокойното развитие на народа ни, но и поголовното му избиване. Но от с. Лин насам, по посока на с. Радожда и гр. Струга, се бе създал един организиран отпор срещу злосторническите пристъпи на тоските и изобщо сред албано-мохамеданския зулумаджийски елемент. В това отношение с голяма храброст се отличаваха жителите на с. Радожда, които макар и да бяха патриаршисти, често манифестираха националните си чувства като българи... Жителите му, българи-християни, са смели, юначни хора. Те не са трепвали пред заплашванията на дивите тоски и са ги респектирали. Запазили са националния си облик, езика и вярата си. И все пак през течение на вековете са възприели някои неща от албанците тоски. | “ |

В „Етнография на вилаетите Адрианопол, Монастир и Салоника“, издадена в Константинопол в 1878 година и отразяваща статистиката на населението от 1873 година, Радоища е посочено като село с 85 домакинства, като жителите му са 230 българи.
Според статистиката на Васил Кънчов („Македония. Етнография и статистика“) в 1900 Радожда има 650 жители българи християни.
На Етнографската карта на Битолския вилает на Картографския институт в София от 1901 година Радожда е смесено село българи, албанци и помаци в Охридската каза на Битолския санджак с 85 къщи.
В началото на XX век населението на селото е разделено в конфесионално отношение. По данни на секретаря на Българската екзархия Димитър Мишев („La Macédoine et sa Population Chrétienne“) в 1905 година в Радожда има 480 българи екзархисти и 400 българи патриаршисти гъркомани. В 1907 година Яким Деребанов пише в свой рапорт, че селото има 115 къщи и 663 жители. Спада към Дурацката епархия на Цариградската патриаршия, но през изминалите 10-15 години в селото се води борба между патриаршисти и екзархисти. Около 15 къщи са патриаршийски, а останалите са екзархийски и се борят за българско училище. За икономическото положение на селото Деребанов отбелязва:
| „ | Селените са много изпаднали икономически. Почти всичките заминават на чужбина в Румъния и се занимават с дюлгерство. Земя за оране има малко и не е плодородна. Виреят черешите и черниците, от които правят така нар. ракия „муренкоѝца“, нъ без полза | “ |

При избухването на Балканската война в 1912 година 6 души от Радожда са доброволци в Македоно-одринското опълчение.
Според преброяването от 2002 година селото има 808 жители.
| Националност     | Всичко |
| северномакедонци | 806    |
| албанци          | 0      |
| турци            | 0      |
| роми             | 0      |
| власи            | 0      |
| сърби            | 1      |
| бошняци          | 0      |
| други            | 1      |

## Забележителности
Радожда е богата с културни и природни забележителности. Селото има седем църкви, от които централна е селската църква „Свети Никола“, изградена в XVIII век. Други църкви са скалната църква „Свети Арангел Михаил“, която е от XIII век и по-новите „Света Петка“, „Света Богородица“, „Света Сряда“, „Свети Илия“ и „Света Неделя“, чийто темелен камък е осветен и поставен в 2001 година от митрополит Тимотей Дебърско-Кичевски.
Друга забележителност са запазените около 100 метра калдъръм от зимното трасе на пътя Виа Егнация.
Селото е известно със своя диалект, говорен единствено в още три съседни села.

## Личности
Родени в Радожда
- Атанас Лазаров, български революционер от ВМОРО, четник на Климент Групчев[12]
- Вельо Ангелов, български революционер от ВМОРО, четник на Иван Димов – Пашата[13]
- Виктор Шекероски (р. 1942), поет от Северна Македония
- Милан Якимов Тодев (1888 - 1918), македоно-одрински опълченец, 4 рота на 9 велешка дружина.[14] Загинал на фронта през Първата световна война.[15]
- Митре Шайнов, български възрожденец, просветен деец, участник в българската църковна борба[16]
- Никола Шекероски (1934 - 2008), югославски политик
- Слободан Шайноски (р. 9 септември 1954), юрист, университетски професор и публицист от Северна Македония

Други
- Никола Бакрачески (р. 1970), политик от Северна Македония, кмет на Охрид, по произход от Радожда
- Порфирий Шайнов, български просветен деец и революционер, по произход от Радожда